# مارسین بروژ
مارسین بروژ (انگلیسی: Marcin Brosz؛ زادهٔ ۱۱ آوریل ۱۹۷۳) بازیکن فوتبال اهل لهستان است.
از باشگاه‌هایی که در آن بازی کرده‌است می‌توان به باشگاه فوتبال گورنیک زابژه اشاره کرد.